# Andy Borg

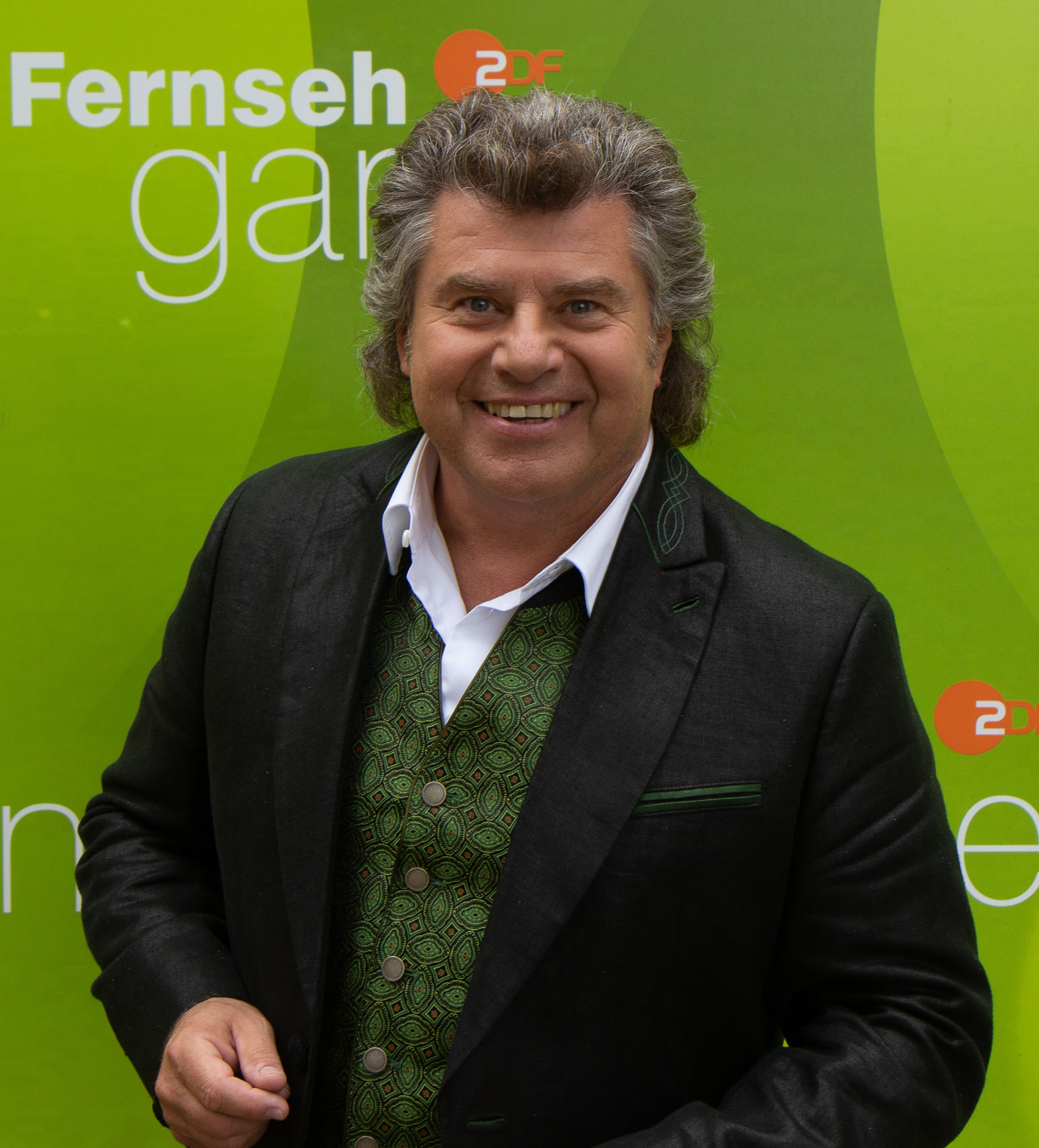
Andy Borg (2018)

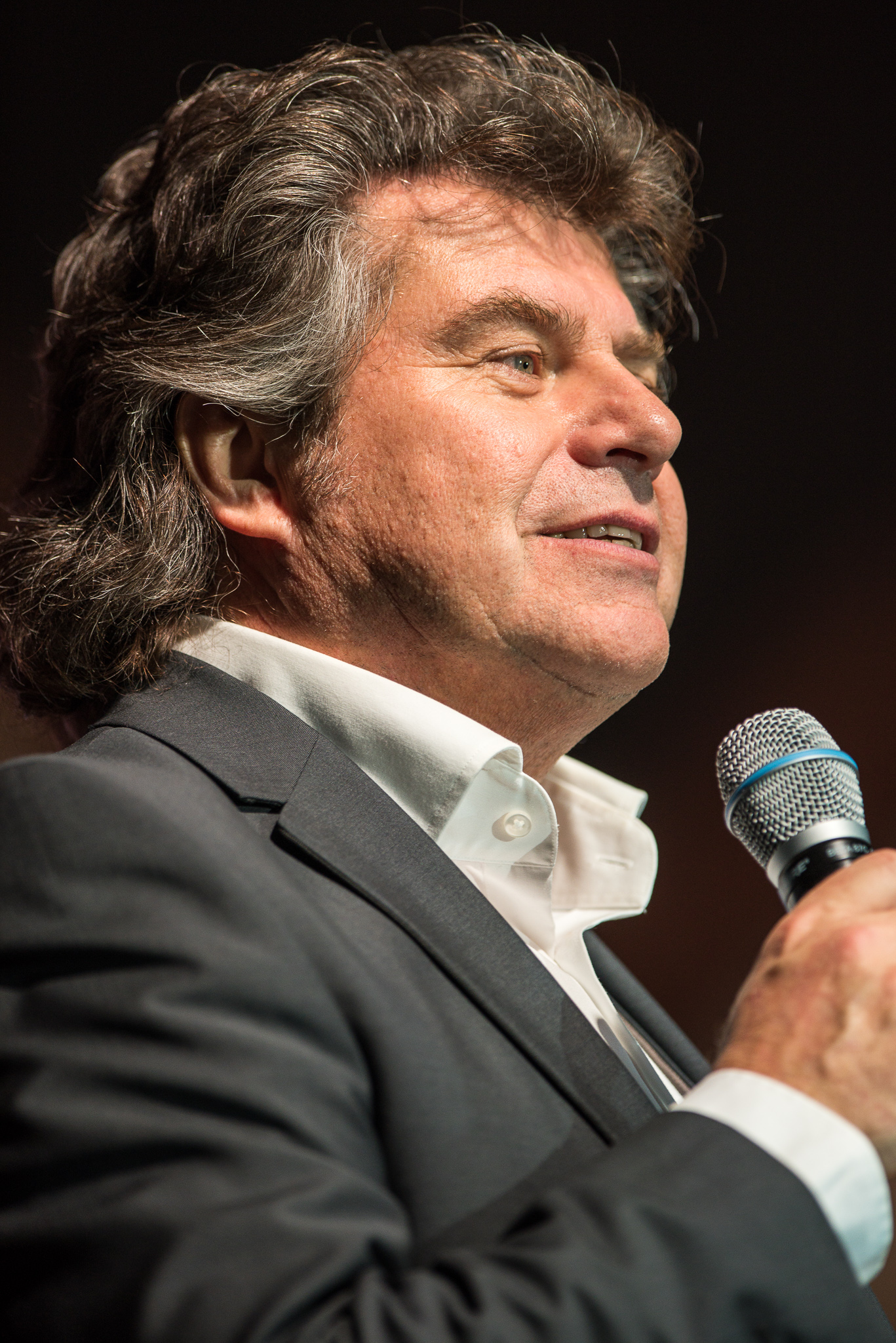
Andy Borg (2015)

Andy Borg (* 2. November 1960 in Wien-Floridsdorf; bürgerlich Adolf Andreas Meyer) ist ein in Deutschland lebender österreichischer Schlagersänger und Fernsehmoderator.

## Leben
Andy Borg absolvierte nach dem Abschluss der Hauptschule eine Lehre als Automechaniker und besuchte die Berufsschule in Amstetten in Niederösterreich. Anlässlich einer Show für neue Talente des ORF (Die große Chance) wurde er von Kurt Feltz für das Schlagergeschäft entdeckt und sang zunächst in der volkstümlichen Szene. Auf Feltz’ Rat wählte er den Künstlernamen Andy Borg aus seinem zweiten Vornamen Andreas sowie in Anlehnung entweder an den populären Tennisspieler Björn Borg oder den Vornamen seiner Mutter Ingeborg.
Mit dem Schlager Adios Amor kam 1982 der Durchbruch im Schlagergeschäft. Es folgten weitere Hits wie Arrivederci, Claire; Die berühmten drei Worte und Ich will nicht wissen, wie du heißt. 1990 nahm er mit dem Kinderstar Alexandra am Grand Prix der Volksmusik teil. Ihr Lied Komm setz’ di auf an Sonnenstrahl erreichte hinter den Kastelruther Spatzen und dem Alpentrio Tirol den 3. Platz.
Ab 1996 moderierte er die Schlagerparade der Volksmusik im Südwest-Fernsehen, später im Ersten. Ab September 2006 moderierte Andy Borg als Nachfolger von Karl Moik den Musikantenstadl. Im Februar 2015 gaben ARD, ORF und SRF bekannt, dass Borg am 27. Juni 2015 die Sendung zum letzten Mal moderieren werde. Das Konzept der Show wurde überarbeitet. Seit Dezember 2018 moderiert Borg im SWR Fernsehen die Musikshow Schlager-Spaß mit Andy Borg.
Andy Borg lebt in Thyrnau in der Nähe von Passau in zweiter Ehe. Seine Ehefrau Birgit, die er 1999 heiratete, ist zugleich seine Managerin. Aus einer früheren, 1994 geschiedenen Ehe hat er zwei Kinder.

## Ehrungen
- 1983: Goldene Stimmgabel
- 2016: smago! Award: „Entertainer des Jahres + Stadl Moderator der Herzen“[6]
- 2021: smago! Award: „Das märchenhafte und märchenhaft schöne Schlageralbum“ (Es war einmal – Lieder, die Geschichten erzählen)[7]
- 2021: smago! Award: „Der König der Samstagabend-Unterhaltung in den Dritten“ (Schlager-Spaß mit Andy Borg)[7]

## Diskografie

### Alben
| Jahr | Titel                                                                       | Höchstplatzierung, Gesamtwochen, AuszeichnungChartplatzierungen (Jahr, Titel, Platzierungen, Wochen, Auszeichnungen, Anmerkungen) | Höchstplatzierung, Gesamtwochen, AuszeichnungChartplatzierungen (Jahr, Titel, Platzierungen, Wochen, Auszeichnungen, Anmerkungen) | Höchstplatzierung, Gesamtwochen, AuszeichnungChartplatzierungen (Jahr, Titel, Platzierungen, Wochen, Auszeichnungen, Anmerkungen) | Anmerkungen                              |
| Jahr | Titel                                                                       | DE | AT | CH | Anmerkungen                              |
| ---- | --------------------------------------------------------------------------- | --- | --- | --- | ---------------------------------------- |
| 1982 | Adios Amor                                                                  | DE2 Platin · (47 Wo.)DE | AT1 Gold · (44 Wo.)AT | — | Erstveröffentlichung: 15. November 1982  |
| 1984 | Zärtliche Lieder                                                            | DE12 Gold · (28 Wo.)DE | AT1 (16 Wo.)AT | CH5 (11 Wo.)CH | Erstveröffentlichung: 1984               |
| 1984 | Gabentisch der Lieder                                                       | — | AT2 (4 Wo.)AT | — | Erstveröffentlichung: 1984               |
| 1985 | Komm ganz nah’ zu mir                                                       | DE39 (10 Wo.)DE | AT7 (10 Wo.)AT | — | Erstveröffentlichung: 1985               |
| 1986 | Am Anfang war die Liebe                                                     | DE37 (6 Wo.)DE | AT18 (4 Wo.)AT | — | Erstveröffentlichung: September 1986     |
| 1987 | Ich brauch’ Dich jeden Tag                                                  | — | AT13 (4 Wo.)AT | — | Erstveröffentlichung: 1987               |
| 1988 | Endstation Sehnsucht                                                        | — | AT15 (4 Wo.)AT | — | Erstveröffentlichung: 1988               |
| 1992 | Bleib bei mir heut’ Nacht                                                   | — | AT38 (3 Wo.)AT | — | Erstveröffentlichung: 1992               |
| 1993 | Einmal und immer wieder                                                     | DE37 (6 Wo.)DE | AT18 (4 Wo.)AT | — | Erstveröffentlichung: 1993               |
| 1994 | Ich brauch’ ein bisschen Glück                                              | — | AT29 (13 Wo.)AT | — | Erstveröffentlichung: 1994               |
| 1995 | Ich freu’ mich auf Dich                                                     | DE45 (10 Wo.)DE | AT24 (2 Wo.)AT | — | Erstveröffentlichung: 1995               |
| 1996 | Was wäre wenn …                                                             | — | AT44 (1 Wo.)AT | — | Erstveröffentlichung: 1996               |
| 1997 | Gold                                                                        | — | AT31 (9 Wo.)AT | — | Erstveröffentlichung: 1997               |
| 1998 | Ich sag’ ja zu Dir                                                          | — | AT41 (4 Wo.)AT | — | Erstveröffentlichung: 15. Mai 1998       |
| 2002 | Herzklopfzeichen                                                            | — | AT63 (2 Wo.)AT | — | Erstveröffentlichung: 16. September 2002 |
| 2004 | Träumen erlaubt                                                             | — | AT66 (3 Wo.)AT | — | Erstveröffentlichung: 13. April 2004     |
| 2005 | Wenn erst der Abend kommt (… singt seine Lieblingshits von Peter Alexander) | DE100 (1 Wo.)DE | AT15 Gold · (15 Wo.)AT | — | Erstveröffentlichung: 9. April 2005      |
| 2006 | Das ist mir zu gefährlich                                                   | — | AT37 Gold · (10 Wo.)AT | — | Erstveröffentlichung: 24. März 2006      |
| 2008 | Weihnachten                                                                 | — | AT71 (3 Wo.)AT | — | Erstveröffentlichung: 31. Oktober 2008   |
| 2009 | Santa Maria                                                                 | DE58 (2 Wo.)DE | AT4 Gold · (9 Wo.)AT | CH48 (3 Wo.)CH | Erstveröffentlichung: 18. September 2009 |
| 2011 | Komm ein bisschen mit                                                       | — | AT26 (10 Wo.)AT | CH95 (1 Wo.)CH | Erstveröffentlichung: 11. März 2011      |
| 2012 | Blauer Horizont                                                             | DE51 (2 Wo.)DE | AT6 Gold · (14 Wo.)AT | CH42 (6 Wo.)CH | Erstveröffentlichung: 27. April 2012     |
| 2014 | San Amore - Das Album 2014                                                  | DE40 (1 Wo.)DE | AT4 Gold · (6 Wo.)AT | CH28 (5 Wo.)CH | Erstveröffentlichung: 12. September 2014 |
| 2015 | 33 Jahre Adios Amor – 33 große Erfolge                                      | DE90 (3 Wo.)DE | AT4 (6 Wo.)AT | CH37 (7 Wo.)CH | Erstveröffentlichung: 26. Juni 2015      |
| 2017 | Cara Mia                                                                    | DE67 (2 Wo.)DE | AT1 Gold · (17 Wo.)AT | CH28 (5 Wo.)CH | Erstveröffentlichung: 31. März 2017      |
| 2018 | Meine ersten großen Hits                                                    | — | AT62 (2 Wo.)AT | — | Erstveröffentlichung: 2018               |
| 2018 | Jugendliebe – Unvergessene Schlager                                         | DE68 (1 Wo.)DE | AT1 Gold · (11 Wo.)AT | CH39 (1 Wo.)CH | Erstveröffentlichung: 24. August 2018    |
| 2021 | Schlager-Spaß, meine Lieblingslieder im Duett: Die Zweite                   | — | AT56 (3 Wo.)AT | — | Erstveröffentlichung: 25. Oktober 2019   |
| 2020 | Es war einmal – Lieder die Geschichten erzählen                             | DE36 (7 Wo.)DE | AT2 Gold · (11 Wo.)AT | CH35 (8 Wo.)CH | Erstveröffentlichung: 18. September 2020 |
| 2021 | Meine schönsten Lieder – 40 Jahre // 40 Hits                                | DE35 (3 Wo.)DE | AT7 (8 Wo.)AT | CH75 (4 Wo.)CH | Erstveröffentlichung: 2021               |
| 2022 | Was Frauen träumen                                                          | DE87 (1 Wo.)DE | AT15 (7 Wo.)AT | CH38 (1 Wo.)CH | Erstveröffentlichung: 21. Oktober 2022   |
| 2023 | Fern von Daheim                                                             | DE23 (3 Wo.)DE | AT1 (9 Wo.)AT | CH19 (2 Wo.)CH | Erstveröffentlichung: 19. Mai 2023       |
| 2024 | Tanz mit mir                                                                | — | AT11 (3 Wo.)AT | — | Erstveröffentlichung: 29. November 2024  |

grau schraffiert: keine Chartdaten aus diesem Jahr verfügbar
Weitere Alben
- 1989: Bis wir uns wiederseh’n (AT: Gold)
- 1990: Komm setz di auf an Sonnenstrahl
- 1991: Ich sag’ es mit Musik

### Singles
| Jahr | Titel Album                                                       | Höchstplatzierung, Gesamtwochen, AuszeichnungChartplatzierungen (Jahr, Titel, Album, Platzierungen, Wochen, Auszeichnungen, Anmerkungen) | Höchstplatzierung, Gesamtwochen, AuszeichnungChartplatzierungen (Jahr, Titel, Album, Platzierungen, Wochen, Auszeichnungen, Anmerkungen) | Höchstplatzierung, Gesamtwochen, AuszeichnungChartplatzierungen (Jahr, Titel, Album, Platzierungen, Wochen, Auszeichnungen, Anmerkungen) | Anmerkungen                         |
| Jahr | Titel Album                                                       | DE | AT | CH | Anmerkungen                         |
| ---- | ----------------------------------------------------------------- | --- | --- | --- | ----------------------------------- |
| 1982 | Adios Amor                                                        | DE1 Gold · (39 Wo.)DE | AT1 (30 Wo.)AT | CH2 (12 Wo.)CH | Erstveröffentlichung: April 1982    |
| 1982 | Arrivederci Claire Adios Amor                                     | DE8 (22 Wo.)DE | AT2 (14 Wo.)AT | CH6 (5 Wo.)CH | Erstveröffentlichung: Oktober 1982  |
| 1983 | Weil wir uns lieben –                                             | DE25 (14 Wo.)DE | AT12 (8 Wo.)AT | CH13 (2 Wo.)CH | Erstveröffentlichung: April 1983    |
| 1984 | Ich will nicht wissen, wie Du heißt Zärtliche Lieder              | DE28 (12 Wo.)DE | AT7 (4 Wo.)AT | CH18 (7 Wo.)CH | Erstveröffentlichung: März 1984     |
| 1984 | Barcarole vom Abschied Zärtliche Lieder                           | DE59 (7 Wo.)DE | — | — | Erstveröffentlichung: Juni 1984     |
| 1984 | Lang schon ging die Sonne unter Komm ganz nah zu mir              | DE51 (5 Wo.)DE | — | — | Erstveröffentlichung: Dezember 1984 |
| 1985 | Laß es mich ganz leise sagen Komm ganz nah zu mir                 | DE69 (1 Wo.)DE | AT25 (4 Wo.)AT | — | Erstveröffentlichung: Mai 1985      |
| 1986 | Ich will Deine Tränen weinen Am Anfang war die Liebe              | DE65 (5 Wo.)DE | — | — | Erstveröffentlichung: März 1986     |
| 1986 | Am Anfang war die Liebe                                           | DE69 (4 Wo.)DE | — | — | Erstveröffentlichung: Juli 1986     |
| 1987 | Angelo mio Ich brauch’ dich jeden Tag                             | DE58 (10 Wo.)DE | AT4 (14 Wo.)AT | — | Erstveröffentlichung: Mai 1987      |
| 1988 | Mama Domenica Ich brauch’ dich jeden Tag                          | — | AT24 (6 Wo.)AT | — | Erstveröffentlichung: 1988          |
| 1988 | Ich brauch’ dich jeden Tag                                        | — | AT30 (2 Wo.)AT | — | Erstveröffentlichung: 1988          |
| 1991 | Ich sag’ es mit Musik                                             | DE88 (6 Wo.)DE | — | — | Erstveröffentlichung: 1991          |
| 1992 | Bleib bei mir heut’ Nacht                                         | DE72 (4 Wo.)DE | — | — | Erstveröffentlichung: 1992          |
| 1992 | Liebe total Bleib bei mir heut’ Nacht                             | DE61 (9 Wo.)DE | — | — | Erstveröffentlichung: 1992          |
| 1993 | Einmal wird der Wind sich wieder dreh’n Bleib bei mir heut’ Nacht | DE84 (2 Wo.)DE | — | — | Erstveröffentlichung: 1993          |

Weitere Singles
- 1993: Wer die Augen schließt (wird nie die Wahrheit seh’n) (als Teil von Mut zur Menschlichkeit)
- 2007: Was hab ich nicht alles verloren
- 2011: Angelo Mio 2011 (als Teil von Cesareo Project)

## Aktuelle Moderationen
- seit 2018: Schlager-Spaß mit Andy Borg, SWR
- seit 2016: Andy Borg bei Freunden, Melodie TV